# Trichomonas gallinae

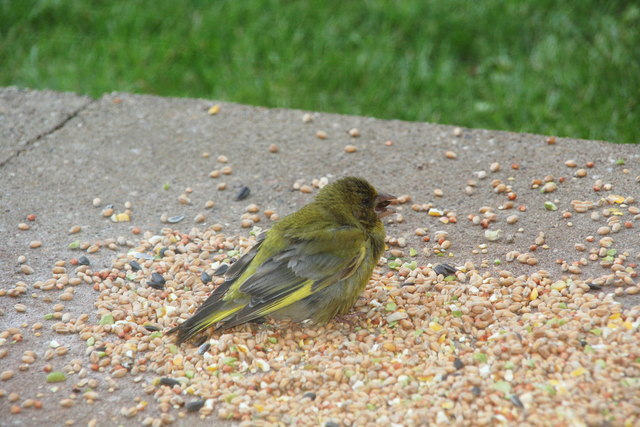
Grönfink som uppvisar symptom av sjukdomen gulknopp orsakad av parasiten Trichomonas gallinae

Trichomonas gallinae är en parasit som förekommer över stora delar av världen och som orsakar sjukdomen gulknopp hos fåglar. Som sjukdom bland duvor har den varit känd i flera hundra år, men gulknopp drabbar även andra grupper av fåglar, som hökfåglar och ugglor. Trichomonas gallinae är en päronformad encellig flagellat med fyra långa spröt. I naturen förekommer det både virulenta och ickevirulenta stammar. Infektionen påverkar övre delen av matsmältningssystemet och ger skador på slemhinnor och i munhålan, vilket leder till svårigheter att äta och dricka och fågeln dör därför oftast av svält. Hos duvor förekommer infektionen enbart hos ungfåglar men detta gäller inte andra grupper av fåglar. I delar av världen bär 80-90% av den adulta duvpopulationer på parasiten utan att visa några symptom.
En studie av skador i fossila käkben hos tyrannosauroider, däribland ben från Tyrannosaurus rex, visade på likheter till de skador som T. gallinae kan orsaka hos dagens hökfåglar, vilket lett till en hypotes att dinosaurierna också hade Trichomonas-liknande parasiter.

## Gulknopp hos finkar
Under senare år har infektioner med T. gallinae uppmärksammats hos grönfinkar och andra finkfåglar i norra Europa. I likhet med T. gallinae-infektioner hos andra fågelarter drabbas framförallt den övre delen av matsmältningssystemet, som munnen, svalget, matstrupen och krävan. Ofta uppmärksammas de sjuka fåglarna vid fågelbordsmatning, där de verkar slöa, uppvisar uppburrad fjäderdräkt och ser lite blöta ut kring näbb och ansikte samt att de ofta har svårt att svälja frön. Vid patologiska undersökningar ses i regel tydliga gula inflammatoriska härdar i infekterade vävnader.
De första fallen av gulknopp hos finkar noterades i Storbritannien 2005, men sedan dess har sjukdomen spridits till andra områden i Europa och den finns sedan 2008 bland annat även i Tyskland, Sverige, Norge och Finland. De tydliga symptomen och snabba spridningen talar för att epizootin bland finkar orsakats av att smittan tagit sig från de värddjur T. gallinae vanligen infekterar (som exempelvis duvor) och spillt över till finkar (på engelska: spillover infections). Den hårdast drabbade arten är grönfink som i flera länder uppvisar nedåtgående populationssiffror som härletts till spridningen av gulknopp. I Sverige visar inventeringsdata från den nationella fågelövervakningen att grönfinkspopulationen har halverats sedan 2008 och trots att den fortfarande är en vanlig häckfågel är den sedan 2020 upptagen på den svenska rödlistan på grund av minskningstakten. Då sjukdomen framför allt sprids via nära kontakt mellan fåglar rekommenderas att en fågelmatning stängs och all utrustning rengörs om ett fall av misstänkt gulknopp noterats vid matningen.